# 海丰县
海丰县取义“南海物丰”，为中国广东省辖县，现由汕尾市代管。位于广东省东南海滨，处在惠东县和陆丰市之间。海丰人口大多为明清時期由闽南地区迁入的移民後裔，因为历史较短，海丰话与同属闽南语的漳州话口音比较近似。另有本地的客家人讲海陸腔客家话。縣人民政府駐海城镇紅城大道西988|號。

## 歷史

### 古代
海丰何时置县，史存二说。一说汉，依据唐代杜佑《通典》和宋代乐史《太平寰宇记》皆记录海丰为“汉旧县”。又有一说東晉咸和六年（331年）始建海豐縣。
西汉元鼎六年（前111年）汉闽越王郢出兵攻南越，南越请求内附。南越平定后，建为汉十三州之一的交州，又增设了两个县揭阳县（今潮汕梅榕一带）、中宿县（今清远一带）。在汉代，海丰全境属交州南海郡傅罗县。东晋咸和元年（326年）析南海郡东部置东官郡。咸和六年（331）年，从博罗县析出宝安县、海丰县、安怀县（今东莞市）；同年，原揭阳县拆为海阳县、潮阳县、绥安县（今福建省云霄县）、海宁县等四县。海丰县，隶属东官郡，辖地包括现海丰全境及惠来、普宁、揭西之部分地区。
隋文帝开皇十一年（591），并梁化郡、东官郡和南海郡一部分置循州（郡治今惠州），海丰改属循州。隋炀帝大业三年（607）改州为郡，循州改为龙川郡，海丰属龙川郡。
唐高祖武德五年（622），龙川郡复为循州，海丰划东部置安陆县（今陆丰县）。太宗贞观元年（627），安陆县复归海丰县，隶属岭南道循州。
武则天天授元年（690）改循州为雷乡州。玄宗天宝元年（742）改雷乡州为海丰郡（郡治在归善）。肃宗乾元元年（758）复改为循州，属循州。
五代十国时期，岭南一带为南汉所辖。大宝元年（958），改循州为祯州，属祯州。
北宋真宗天禧五年（1021）因避太子趟祯之讳改祯州为惠州，海丰县属广南东路惠州。
元代海丰县属江西中书省广东道惠州路。
明代海丰属广东布政司惠州府。嘉靖三年（1524）海丰划出龙溪都合置惠来县。
清代属广东省惠州府。雍正九年（1731）海丰划出石帆、吉康、坊廓3都置陆丰县。海丰存兴贤、石塘、杨安、金锡4都。旧志称：纵横不过270里，即东40里至白沙，东北50里至伯公凹，东南70里至大德港，皆接陆丰；西130里至鹅埠分水塘，西北80里至赤石大安峒，西南90里至小漠旺官圩，南50里至汕尾海，北40里至栅仔岭，皆抵归善（今惠阳）。

### 中华民国时期
中华民国二年（1913年）属广东潮循道。
民国9年，撤潮循道，改属东江绥靖委员公署；
民国16年（1927年）11月，彭湃等共产党人成立中国第一个苏维埃政权，称「海陆丰苏维埃」。
民国19年（1930年）属第十区行政视察专员公署（包括6县），后改属第四区行政督察专员公署。

### 中华人民共和国时期
1949年后，县区域废都约，实行乡镇建制。
1952年春，原属惠阳县的小漠、元澳2个建制乡，划为海丰县属。
1958年冬原惠阳县的高潭区又划为海丰县属，至1962年7月高潭区复归惠阳县（今惠东县）。
1988年1月，经国务院批准，在原海丰、陆丰两县的行政区域上设置地级汕尾市，并析海丰县南部沿海的汕尾、红草、马宫、东涌、田墘、捷胜、遮浪7镇建置城区；设陆丰县北部山区的河田、河口、新田、螺溪、水唇、上护、南万、东坑8个镇设置陆河县。汕尾市管辖城区、代管海丰县、陆丰县、陆河县。
1992年底，市城区设出田墘镇、遮浪镇，新建红海湾经济开发试验区。
1995年，设原陆丰所辖华侨农场为华侨管理区。以上两区属市政府派出机构。
1995年，经国务院批准，陆丰撤县建市（县级市），由省政府直辖，委托汕尾市人民政府代管。
2011年5月21日，深汕特别合作区成立。海丰县划出鮜门、赤石、鹅埠、小漠四镇总面积463平方公里，规划控制面积约200平方公里的“深汕特别合作区”的功能区。
2013年底，汕尾市城区、红海湾经济开发区、梅陇农场、鲘门镇四地组合成汕尾红海湾新区。

## 語言文化

### 戏曲
盛行戲曲劇種為海陸豐白字戲（序號217編號IV-74）和西秦戲（序號191編號IV-47），亦有正字戲（正音戲，序號159編號IV-15，主要分布在陸豐市），都已列進中國國務院2006年發表的第1批國家級非物質文化遺產名錄。

### 語言
海豐縣大部分地區通行海丰话，属于闽南语泉漳片，接近漳州话，與陸豐話相似性非常高，兩地居民沟通幾乎无障碍，合稱海陸豐話。
北部部分地區通行客家语，屬海陆片，与臺灣海陸腔音系非常接近。

## 人口
2020年末，根據第七次全国人口普查顯示，海豐縣户籍人口77.9萬人，常住人口736791人，比2010年增加8975人，上升1.23%。城鎮常住人口502689人，佔比68.23%。人口性別比為109.05。

## 地理
海豐縣南臨南中國海，沿海多丘陵，西北部群峰起伏，中部則為平原。

## 行政區域
海豐縣下辖16个镇，分别为：
梅陇镇、小漠街道、鲘门街道、联安镇、陶河镇、赤坑镇、大湖镇、可塘镇、黄羌镇、平东镇、海城镇、鹅埠街道、赤石街道、公平镇、附城镇、城东镇和梅陇农场。
其中深汕特別合作区由鮜门、赤石、鹅埠、小漠四镇于2011年5月21日成立，为享有地级市一级管理权限的功能区。

## 氣候
一月份均溫為14℃，七月均溫28℃，年均降水量2,382毫米，夏季常有颱風，為廣東省暴雨中心之一。
| 海丰 (1981−2010)     | 海丰 (1981−2010) | 海丰 (1981−2010) | 海丰 (1981−2010) | 海丰 (1981−2010) | 海丰 (1981−2010) | 海丰 (1981−2010) | 海丰 (1981−2010) | 海丰 (1981−2010) | 海丰 (1981−2010) | 海丰 (1981−2010) | 海丰 (1981−2010) | 海丰 (1981−2010) | 海丰 (1981−2010) |
| 月份                 | 1月              | 2月              | 3月              | 4月              | 5月              | 6月              | 7月              | 8月              | 9月              | 10月             | 11月             | 12月             | 全年             |
| -------------------- | ---------------- | ---------------- | ---------------- | ---------------- | ---------------- | ---------------- | ---------------- | ---------------- | ---------------- | ---------------- | ---------------- | ---------------- | ---------------- |
| 历史最高温 °C（°F）  | 28.2 (82.8)      | 30.1 (86.2)      | 30.6 (87.1)      | 33.7 (92.7)      | 33.1 (91.6)      | 36.7 (98.1)      | 38.8 (101.8)     | 38.1 (100.6)     | 36.5 (97.7)      | 34.5 (94.1)      | 33.1 (91.6)      | 30.4 (86.7)      | 38.8 (101.8)     |
| 平均高温 °C（°F）    | 20.2 (68.4)      | 20.2 (68.4)      | 22.1 (71.8)      | 25.6 (78.1)      | 28.5 (83.3)      | 30.3 (86.5)      | 31.9 (89.4)      | 32.0 (89.6)      | 31.1 (88.0)      | 29.3 (84.7)      | 26.0 (78.8)      | 22.0 (71.6)      | 26.6 (79.9)      |
| 日均气温 °C（°F）    | 15.2 (59.4)      | 15.9 (60.6)      | 18.3 (64.9)      | 22.1 (71.8)      | 25.2 (77.4)      | 27.2 (81.0)      | 28.3 (82.9)      | 28.3 (82.9)      | 27.2 (81.0)      | 24.8 (76.6)      | 20.9 (69.6)      | 16.6 (61.9)      | 22.5 (72.5)      |
| 平均低温 °C（°F）    | 11.8 (53.2)      | 13.0 (55.4)      | 15.5 (59.9)      | 19.5 (67.1)      | 22.6 (72.7)      | 24.7 (76.5)      | 25.5 (77.9)      | 25.4 (77.7)      | 24.3 (75.7)      | 21.4 (70.5)      | 17.3 (63.1)      | 12.9 (55.2)      | 19.5 (67.1)      |
| 历史最低温 °C（°F）  | 3.4 (38.1)       | 3.6 (38.5)       | 4.2 (39.6)       | 10.0 (50.0)      | 13.8 (56.8)      | 18.8 (65.8)      | 21.5 (70.7)      | 21.5 (70.7)      | 18.2 (64.8)      | 12.4 (54.3)      | 7.2 (45.0)       | 1.7 (35.1)       | 1.7 (35.1)       |
| 平均降水量 mm（）    | 31.5 (1.24)      | 67.4 (2.65)      | 136.0 (5.35)     | 208.0 (8.19)     | 338.6 (13.33)    | 421.0 (16.57)    | 396.6 (15.61)    | 357.2 (14.06)    | 243.0 (9.57)     | 47.5 (1.87)      | 28.9 (1.14)      | 30.7 (1.21)      | 2,306.4 (90.79)  |
| 平均相對濕度（％）   | 72               | 77               | 81               | 84               | 85               | 86               | 84               | 83               | 79               | 73               | 70               | 67               | 78               |
| 来源：中国气象数据网 |                  |                  |                  |                  |                  |                  |                  |                  |                  |                  |                  |                  |                  |

## 自然資源
- 礦產：錫、硫鐵、鈦鐵、鎢、鋯英石、水晶、鋁、鈮、綠柱石、錳、銻、砷、雲母、鉬、銅、高嶺石、耐火粘土等。
- 中藥材：巴戟、板藍根、土茯苓、天香爐、蛇舌草等。
- 野生動物： 穿山甲、蘇門羚[來源請求]、猴、鷹、蠎蛇等。

## 經濟
- 農產品：水稻、甘薯、花生、甘蔗、大豆、黃紅麻、煙葉等。
- 海產：沿海有鮜門、小漠等漁港。盛產對蝦、龍蝦、鮑魚、魷魚海馬等。
- 工業：紡織、化工、電力、建材、製糖、服裝、手工藝等。

2002年全縣國內生產總值81.3億元人民幣。

## 交通
海麗大道、 沈海高速、 梅汕高速、深汕公路、 228国道、 235国道、 236国道、 324国道橫貫本县， 甬莞高速横跨该县北部。
厦深铁路在鲘门镇设鲘门站。

## 旅遊
景點：海豐紅宮（紅埸）、紅場舊址、彭湃故居、陳炯明故居、陳炯明都督府、蓮花山大佛、蓮花山、方飯亭等。
特產小吃：鹹茶、草雞、西坑茶、高螺蠔豉、蠔油、梅隴蓮藕、慈菰、荷蘭豆、東平蕌頭、赤坑乳豬、公平菜脯、梅隴菜粿、牛肉脯、海丰小米、冬节鸽、菜茶。

## 圖片集

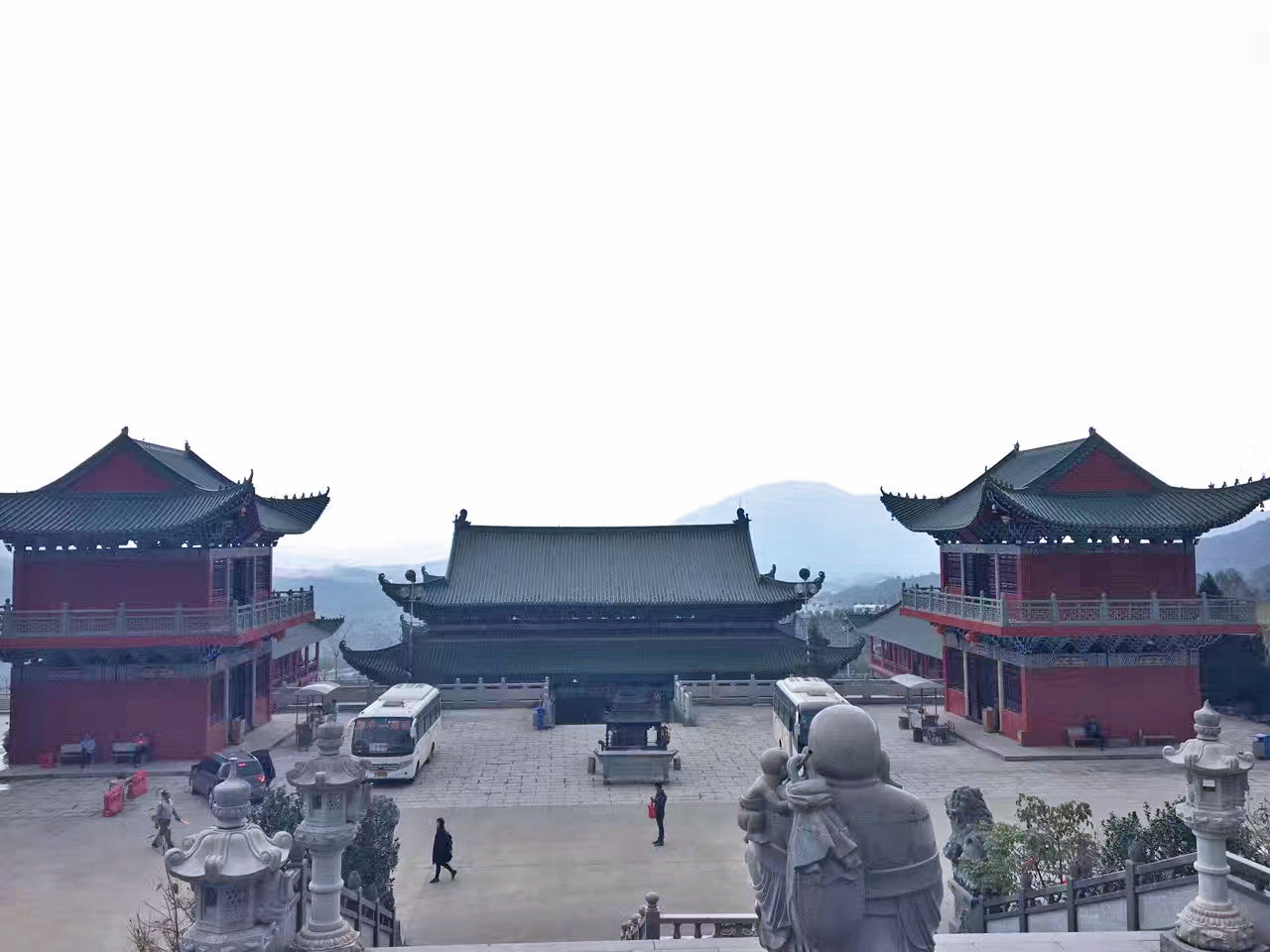
雞鳴寺
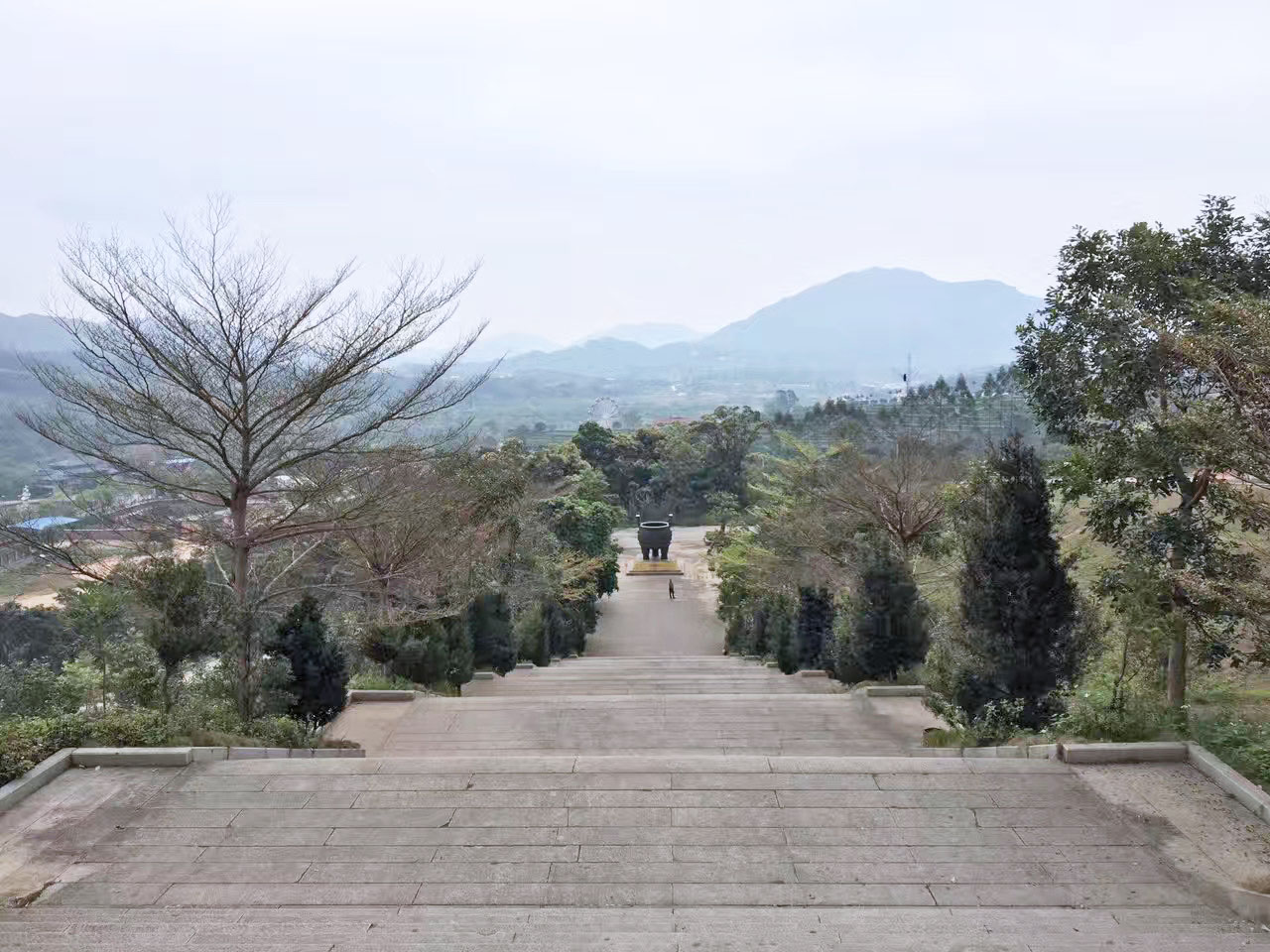
蓮花山
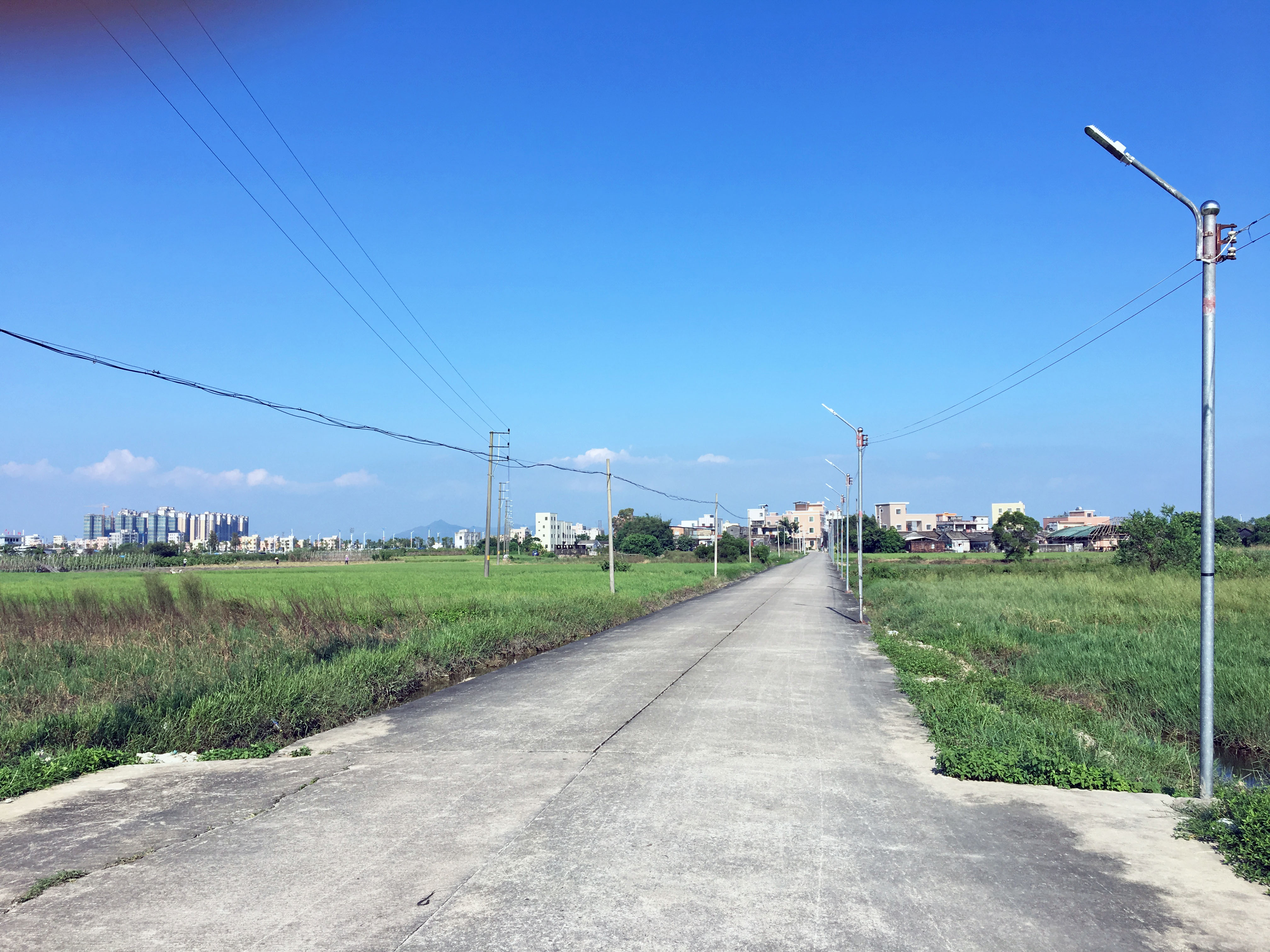
烏石張村
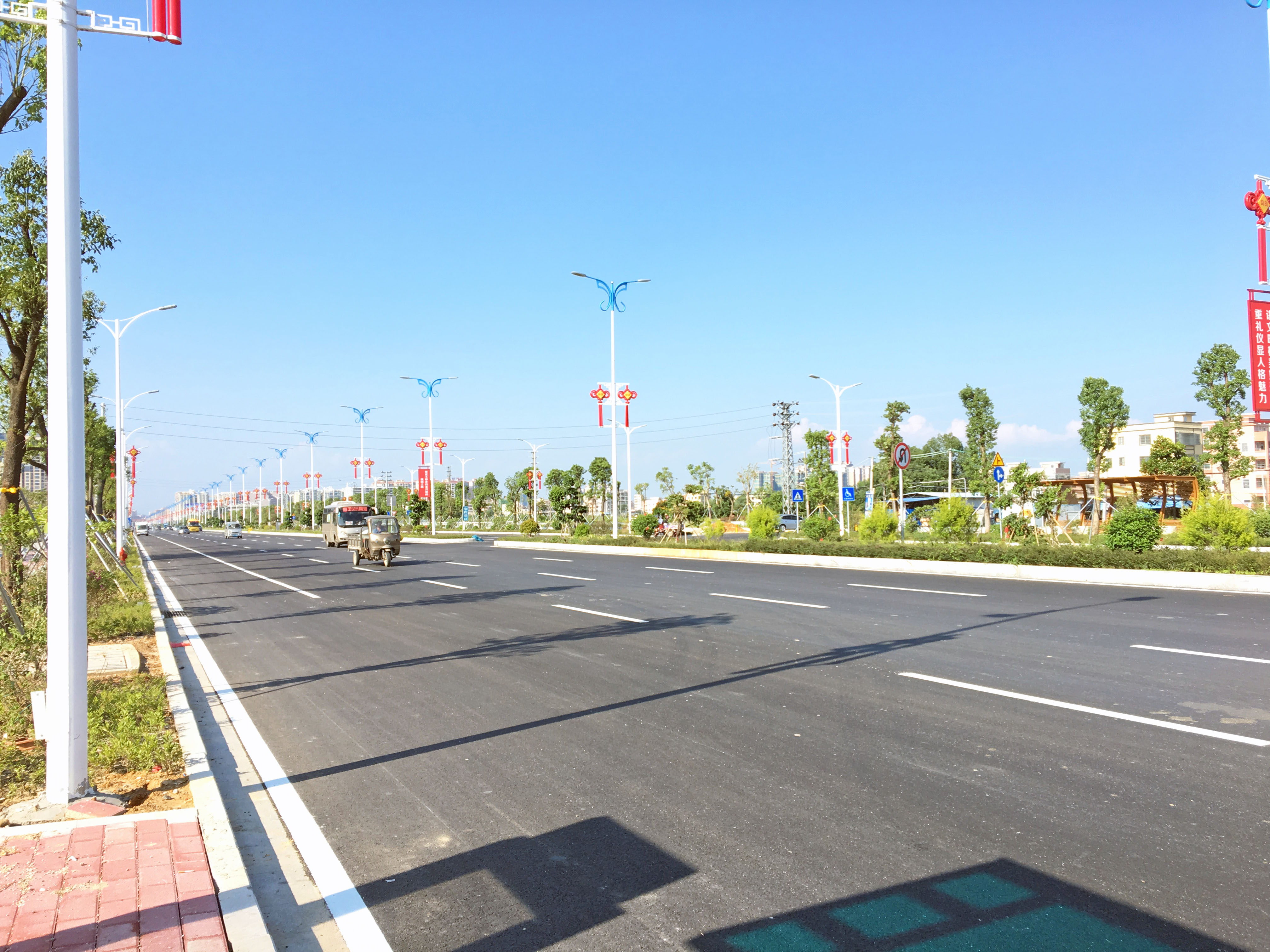
海麗大道
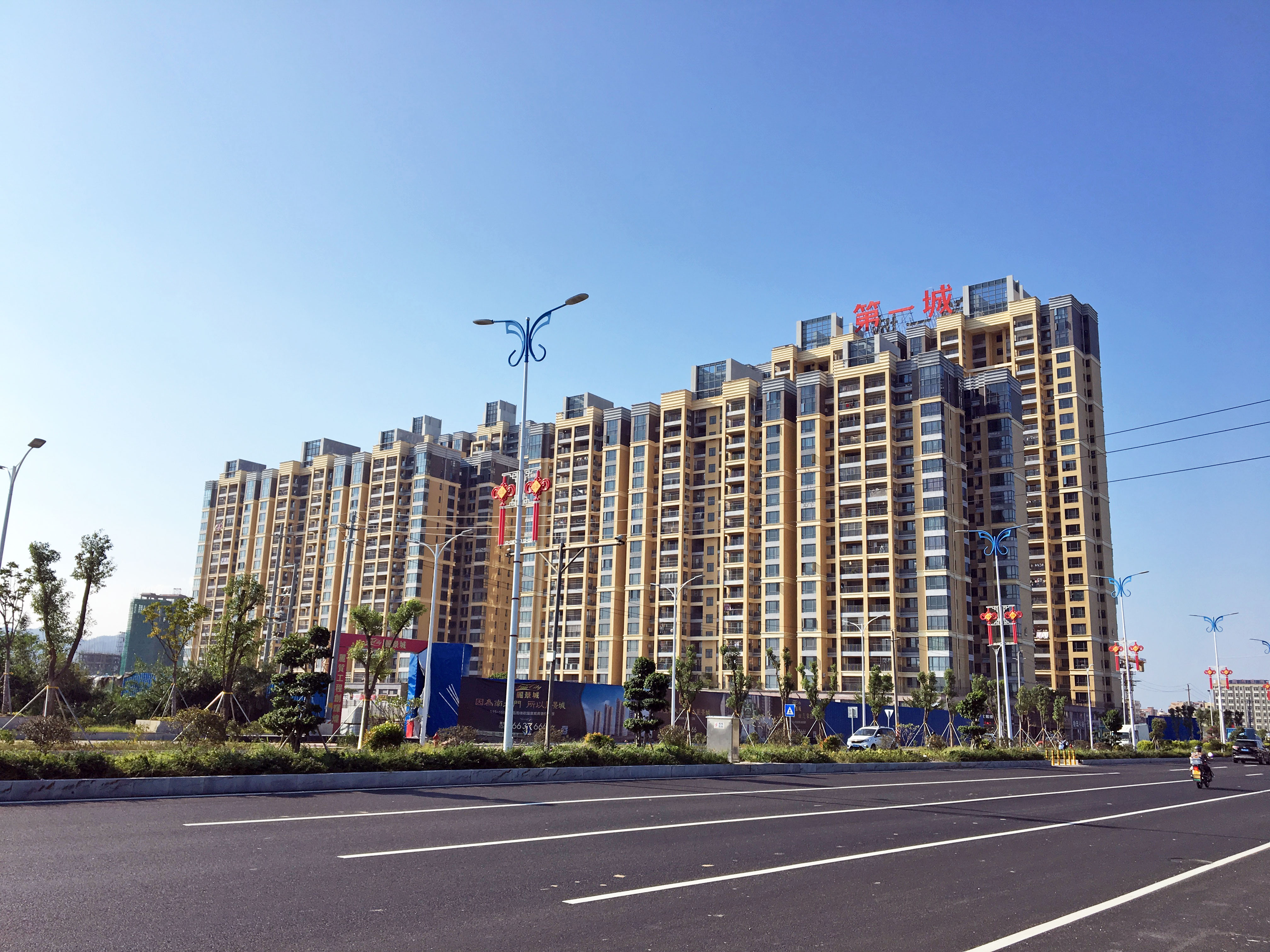
私人住宅第一城一期
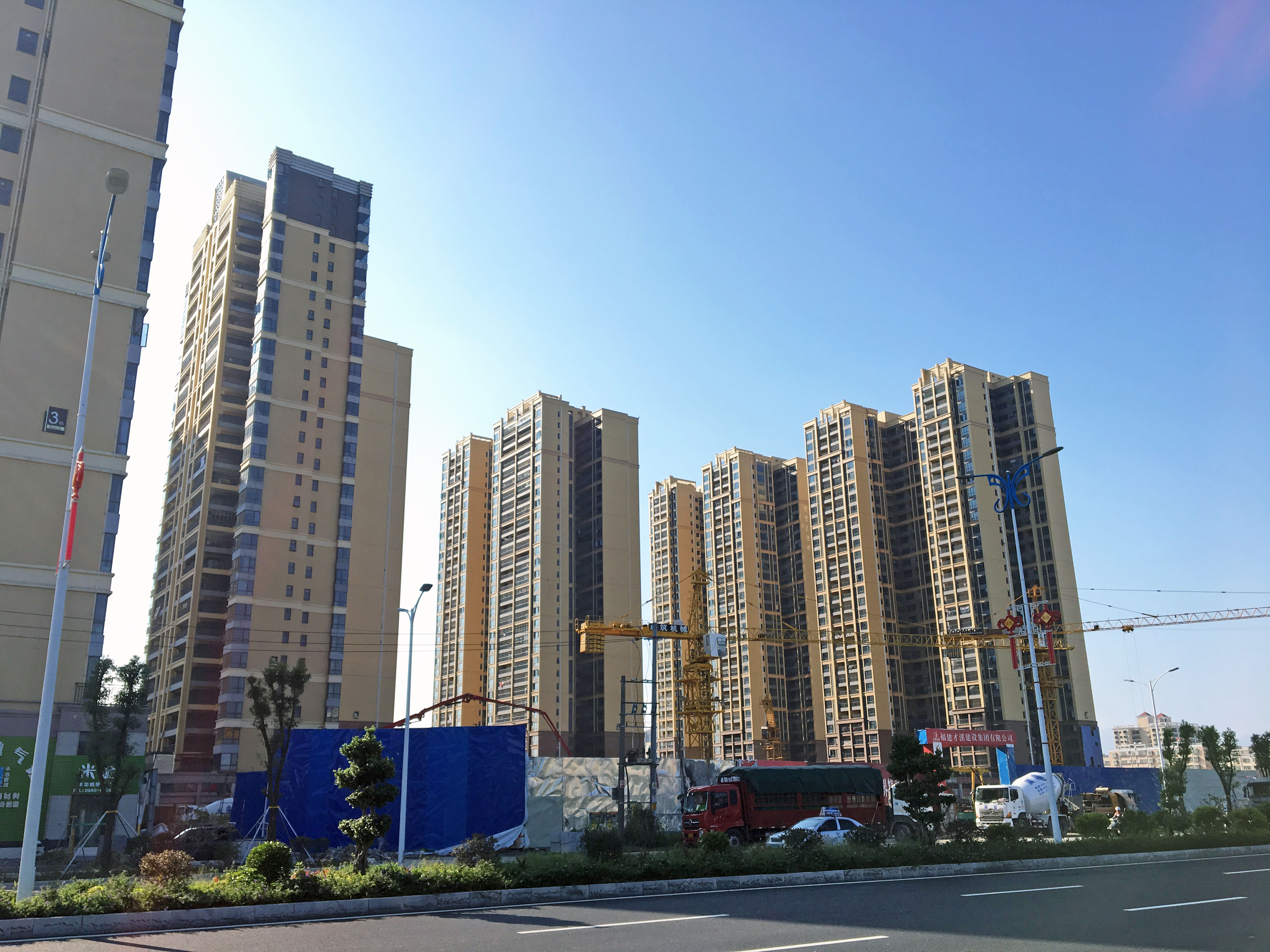
私人住宅第一城二期
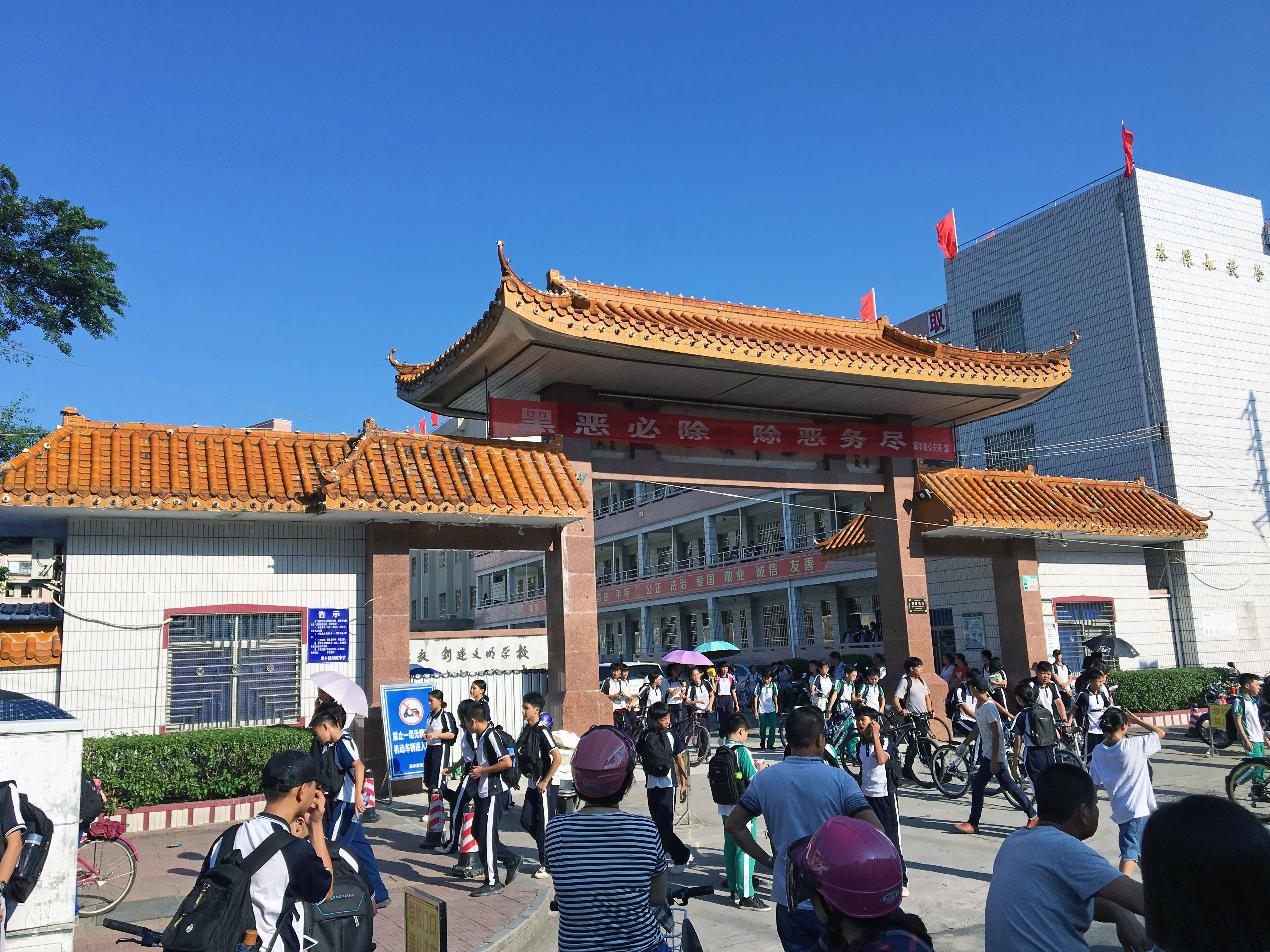
彭湃中學
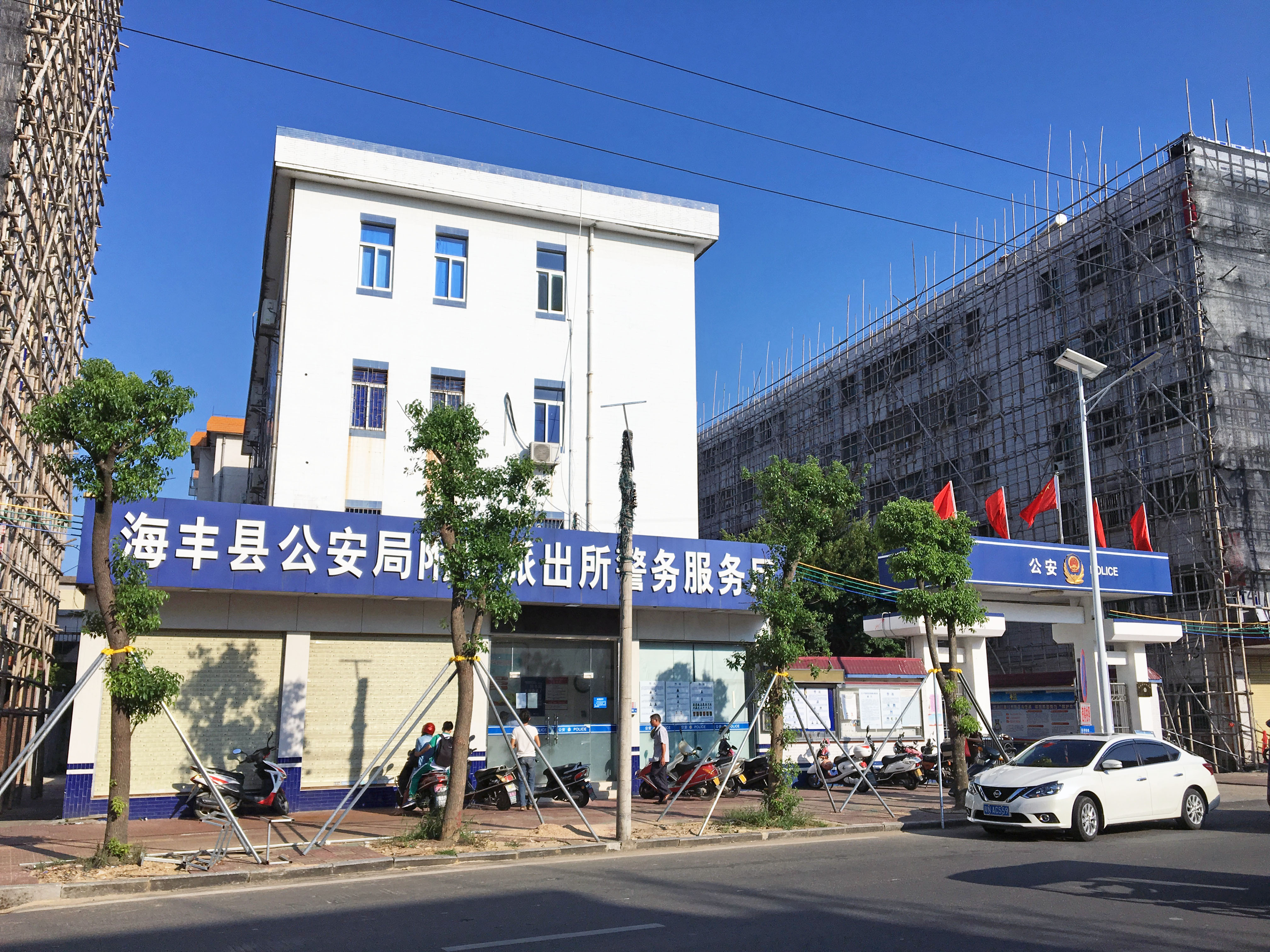
附城鎮派出所
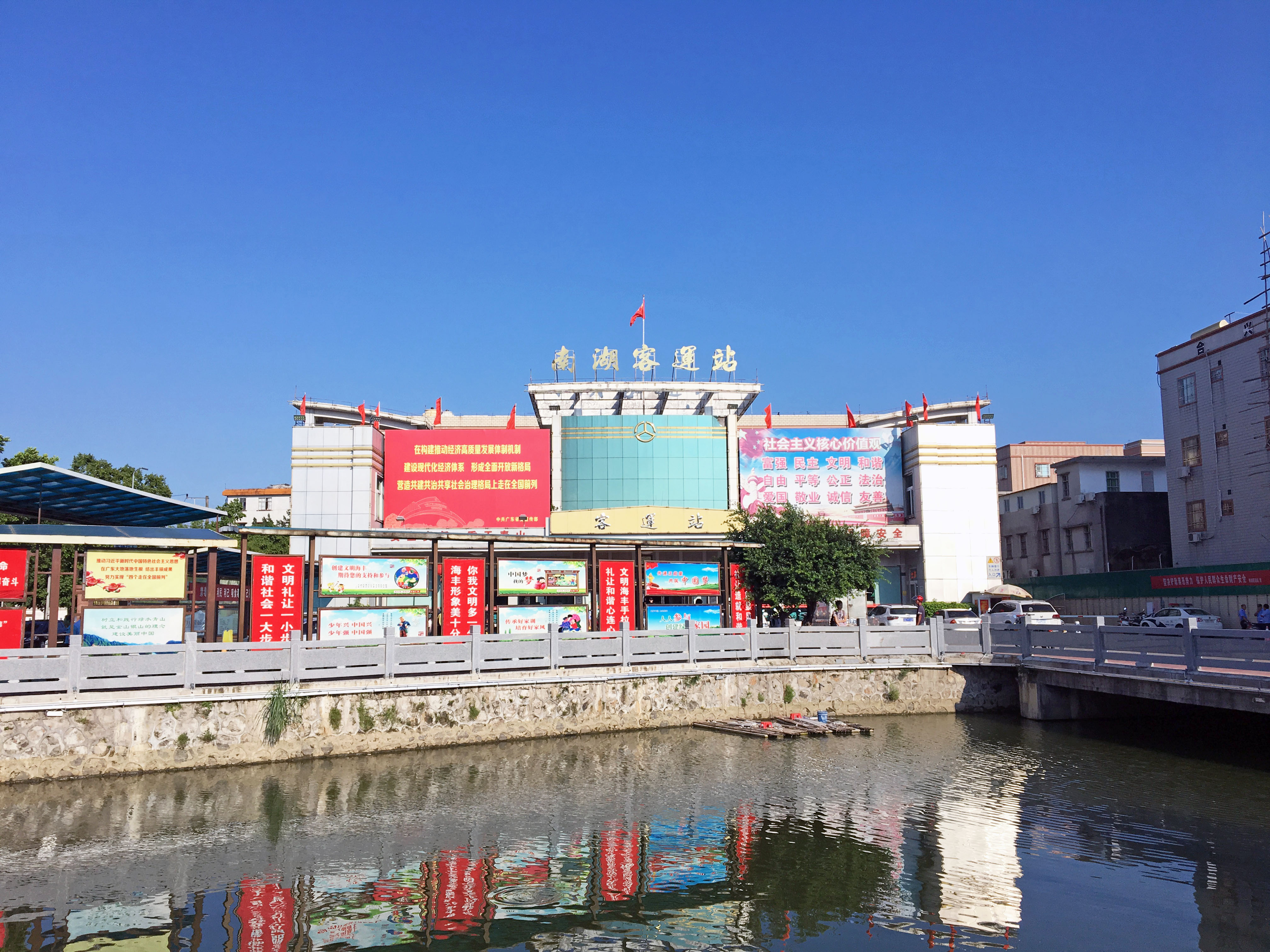
南湖客運車站
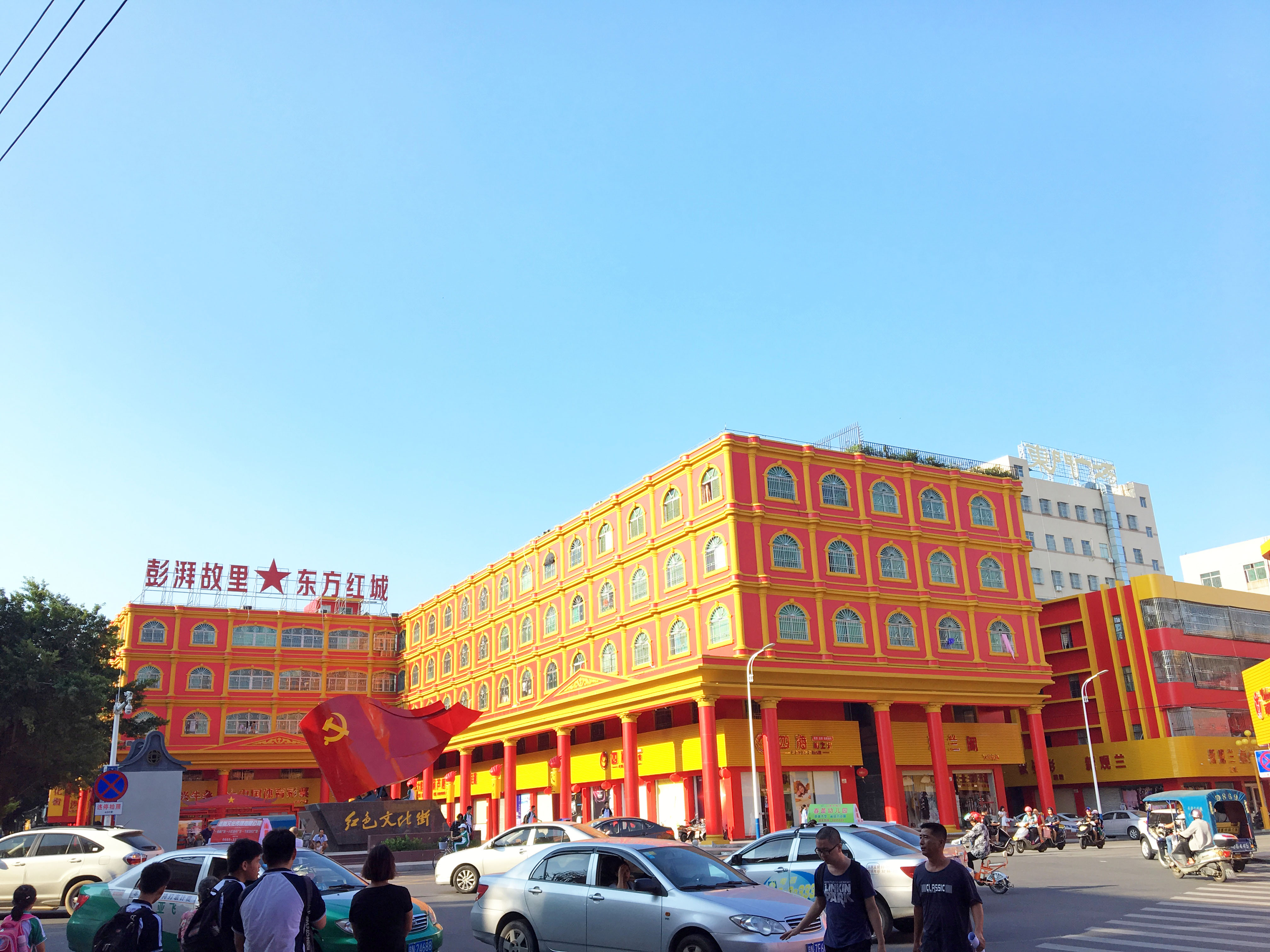
紅色文化街
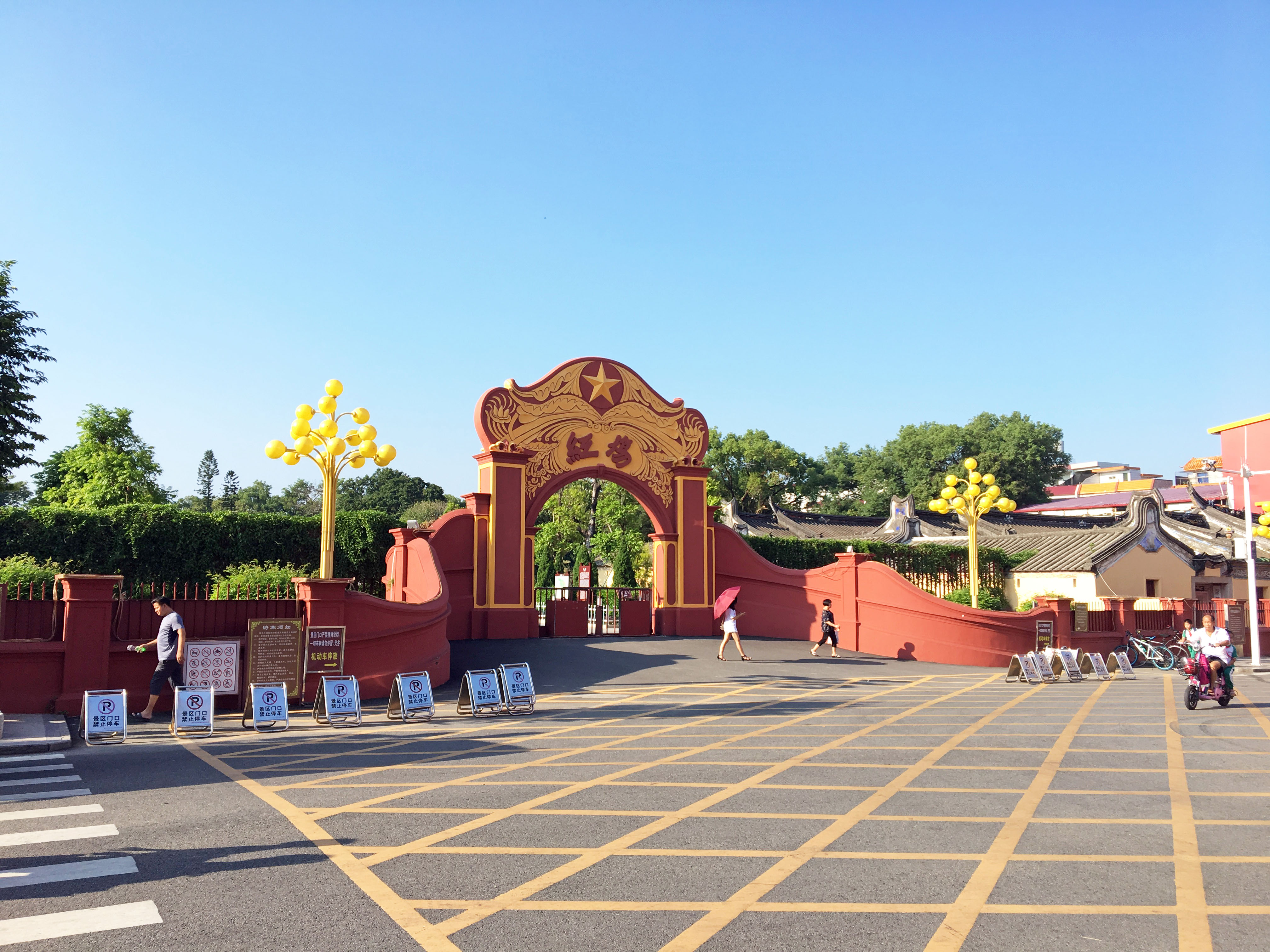
紅場
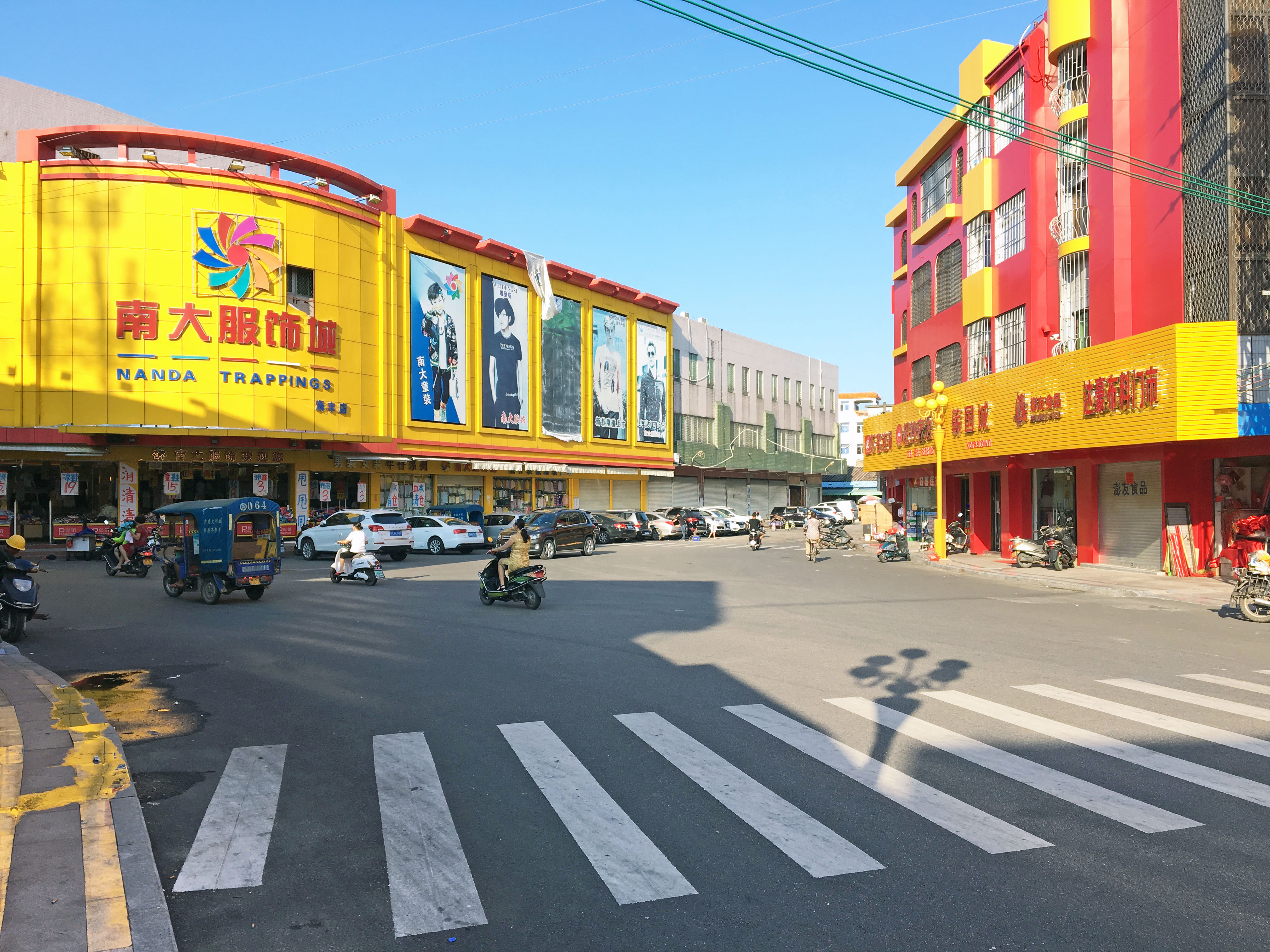
購物城
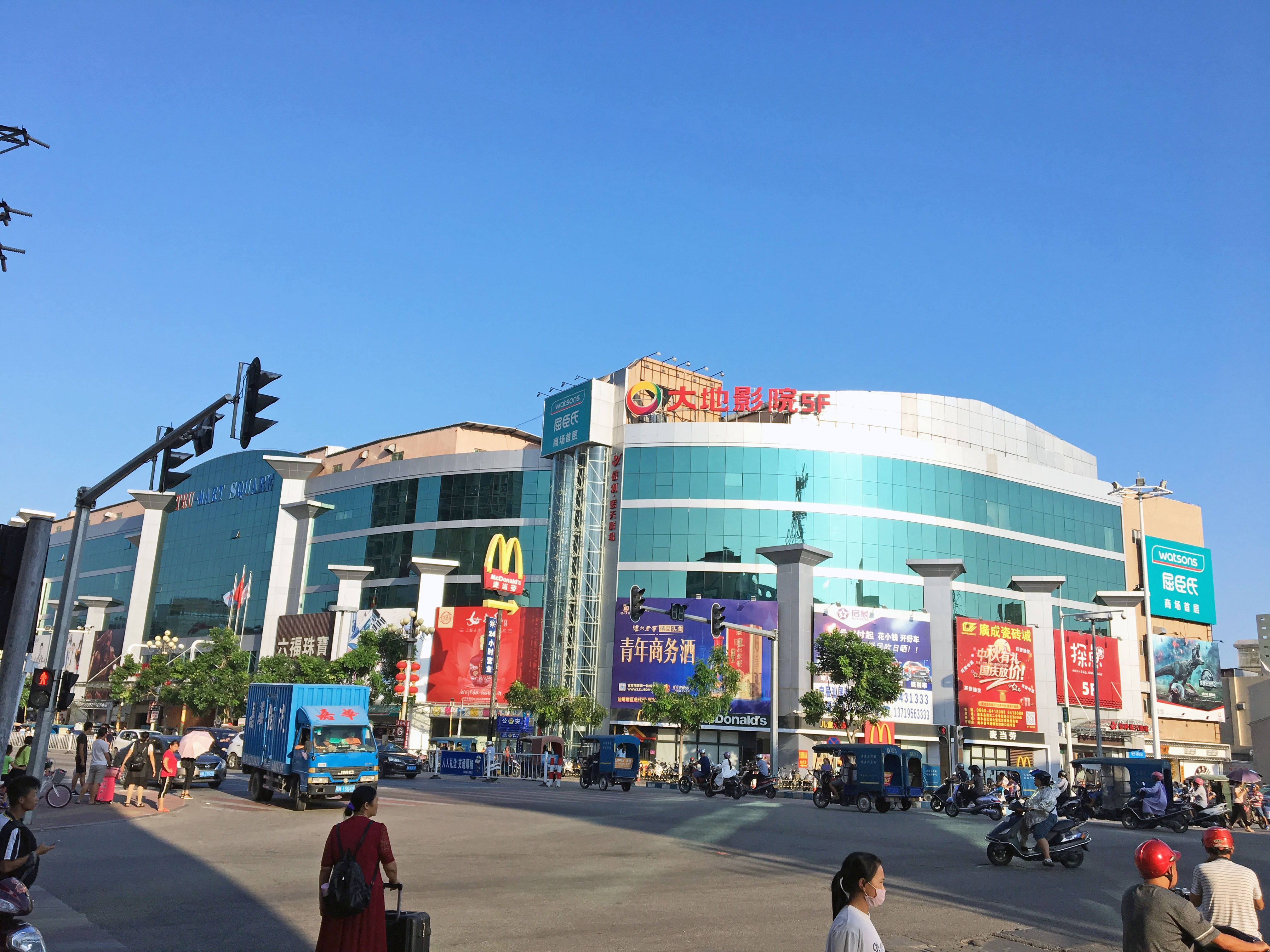
藍天廣場
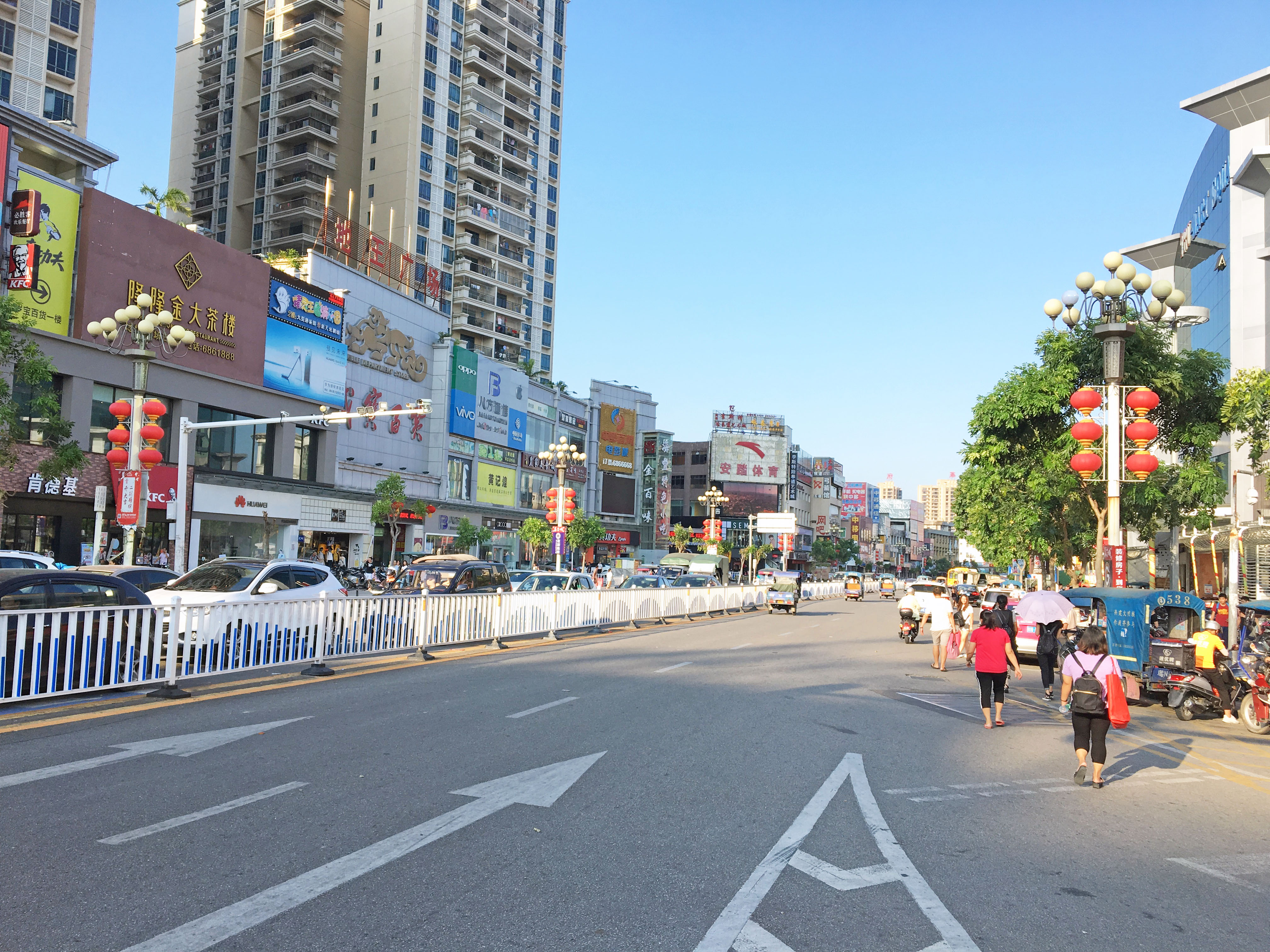
紅城大道
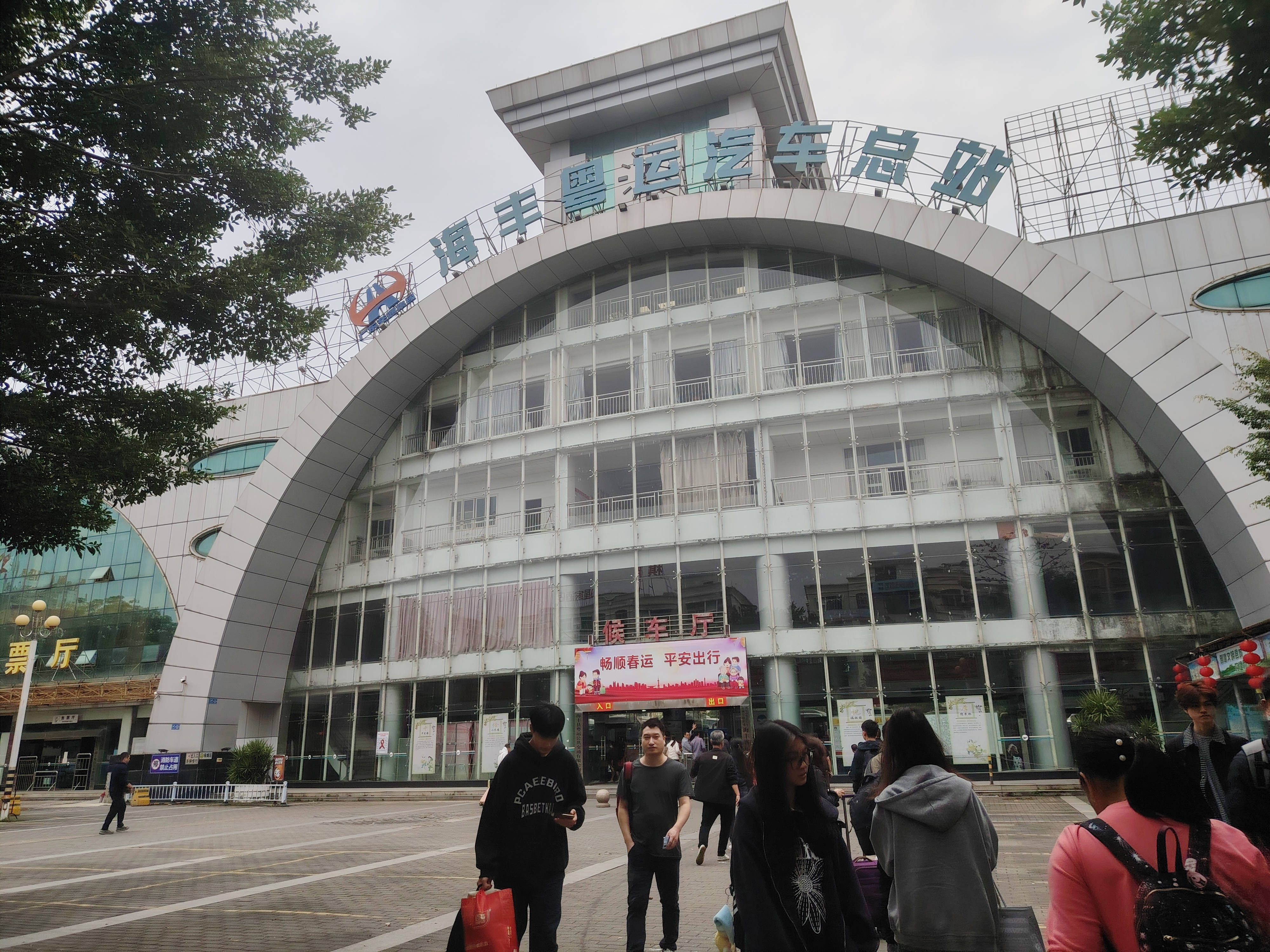
县城西端的海丰粤运汽车站，是县城的交通枢纽

### 引用
1. ↑  国务院第七次全国人口普查领导小组办公室. . 北京市: 中国统计出版社. 2022-07. ISBN 978-7-5037-9772-9. Wikidata Q130368174 （中文）.
2. 1 2  YouTube上的《中国影像方志》 第122集 广东海丰篇 千年古邑 红色故里
3. ↑  . 中国·国家地名信息库.
4. ↑  .   [2017-04-14]. （原始内容存档于2018-11-09）.
5. ↑  . China Meteorological Data Service Center.   [7 November 2022]. （原始内容存档于2018-09-05） （中文（简体））.